# 大正銀行

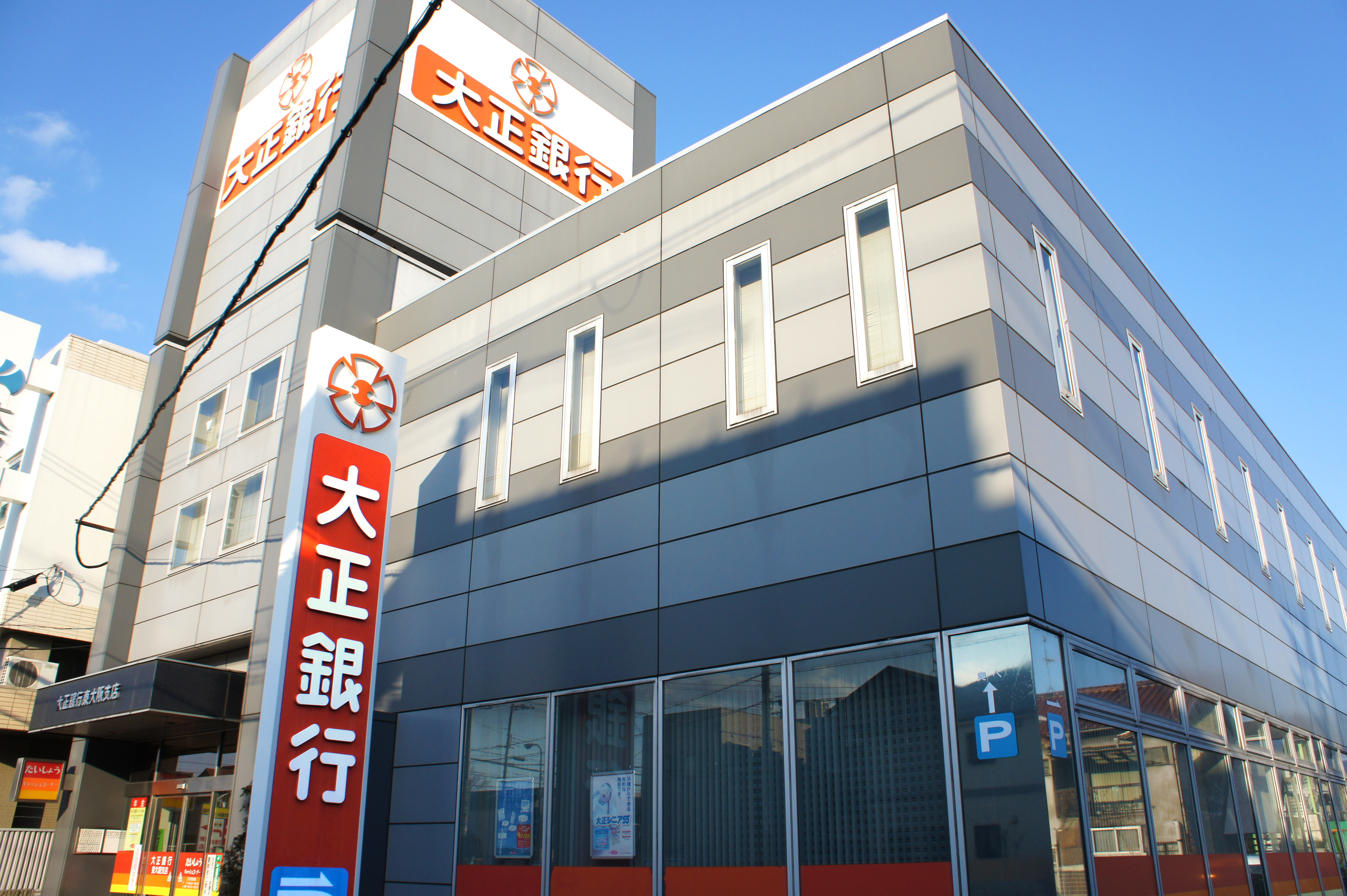
東大阪支店（大阪府東大阪市）

株式会社大正銀行（たいしょうぎんこう）は、大阪府大阪市に本店を置いていた第二地方銀行。トモニホールディングスの完全子会社。2020年1月1日に徳島銀行と合併し、徳島大正銀行となった。

## 概要
旧・三和銀行の親密地銀であり、トモニホールディングス傘下となる前は三菱UFJフィナンシャル・グループ（MUFG）の持分法適用関連会社であった。このような経緯から、近年では社長（頭取）に生え抜きの人材ではなく三菱UFJ銀行出身者（特に旧三和銀、旧UFJ出身者）を迎え充てており、前社長の能島伸夫（カブドットコム証券会長）、現頭取の吉田雅昭（前・三菱UFJファクター会長）はともに同行出身者である。また三和グループに属する企業によって設立されたみどり会の会員企業でもある。
行名は大正時代の創業であることと、「大きく、そして正しく伸びていきたい」という姿勢からきている。
2015年10月1日、京都府下において37年ぶりの新店舗である京都支店（下京区）を開設。京都府内、滋賀県の不動産業者向け融資を強化していくとしている。
2016年4月1日、香川銀行と徳島銀行を傘下に持つトモニホールディングスと経営統合した。また、3行間で合併を含む将来的な再編を協議することでも合意したと発表している。
2018年2月27日、髙木証券と投資信託の販売で業務委託契約を締結する。これにより、髙木証券が運営する投資信託の販売網を通じ、当行の顧客に運用提案や商品を提供する。
2018年3月12日、徳島銀行と2019年秋までに合併することが発表された。これについて、合併はコスト改善効果が大きく、また徳島銀行の強みである事業性融資や中小企業取引及び当行の強みである住宅・不動産分野について、ノウハウ共有を一段と進めることが目的であるとトモニホールディングス社長の遠山誠司は明かしている。また、徳島銀行と香川銀行は地元の資金需要が鈍いものの規模は比較的大きく、一方で当行頭取の吉田雅昭によれば「不動産中心で資金需要はあるものの小規模で限りがある」点が課題であり、「徳島銀行と合併すれば潤沢な資金をよりいかせる」というメリットも期待されている。
2018年8月10日、徳島銀行との合併をシステム統合の安全性を考慮し、2020年1月1日付とすることを取締役会において決議したことを公表。合併計画の変更と合わせて合併後の新銀行名を「徳島大正銀行」とし、また、新銀行の本店所在地は現在の徳島銀行本店とすること及び合併後のシステムは公表日時点で徳島銀行が用いているものに統合することも公表した
徳島大正銀行の発足により、最盛期には6行あった大阪府内の第二地方銀行（近畿銀行、なにわ銀行、幸福銀行、福徳銀行、関西銀行、大正銀行）が全て消滅した。そのため、近畿地方に残る第二地方銀行は神戸市に本店を置くみなと銀行のみとなった。
インターネットバンキングは第二地方銀行のうちで最後まで未提供だったが、法人向けについては2006年（平成18年）1月16日より提供を開始した。個人向けについては2006年（平成18年）6月に開始している。地方銀行で唯一デビットカード（J-Debit）サービスを取り扱っていない。
ATMでの預金引出し・預入れ取引については、トモニホールディングス傘下の香川銀行・徳島銀行だけでなく、三菱UFJ銀行とも相互に無料提携を行っている（大正銀行ATMでの三菱UFJ銀行の預金預入れ取引は対象外）。

## 沿革
- 1922年（大正11年） - 関西住宅組合建築株式会社として設立。
- 1942年（昭和17年） - 関西住宅無尽株式会社に商号変更。
- 1958年（昭和33年）10月 - 相互銀行に転換、株式会社大正相互銀行に商号変更。
- 1988年（昭和63年）4月 - 大阪北信用組合と合併。
- 1989年（平成元年）4月1日 - 普通銀行に転換、株式会社大正銀行に商号変更。
- 2015年（平成27年）1月4日 - 勘定系システムをNEXTBASEへリプレース。
- 2016年（平成28年）4月1日 - 株式交換により、トモニホールディングスの完全子会社となる[17]。代表者の役職名を社長から頭取に変更[18]。
- 2020年（令和2年）1月1日 - 徳島銀行と合併し、徳島大正銀行となる。

## 情報処理システム

### 勘定系システム
(旧)泉州銀行と鳥取銀行とともに「BCS共同利用型基幹システム」を採用していた。ただし、前述の2行ともNTTデータ地銀共同センターにリプレースしているため、2012年5月6日以降は大正銀単独の稼働となっていた。
2013年6月、日立製作所による地域金融機関向け共同アウトソーシングサービスのNEXTBASEへリプレースする方針であることが発表され、2015年1月4日に稼働を開始した。

### 註釈
1. ↑  当行では京都支店だけで2018年3月末までの2年半に貸出金150億円を目指すとしており、それに向けて法人営業担当者だけで6人を配置した[2]。
2. ↑  トモニホールディングスが大正銀行を買収した理由として、徳島銀行及び香川銀行はいずれも大阪地区に関わる取引先や案件を多く抱えるが、同地区の両行店舗は13にとどまっており、急拡大が必要であった[6]。その中で、教育が必要な新規人員はいらず、長年かかる顧客基盤も一気に獲得することができることから大正銀行を買収したとしている[6]。この統合から1年後の2017年3月期決算の決算発表説明会で、トモニホールディングスは「大阪の情報共有が進み、３行取引先のビジネスマッチングなど実績が出てきた」と成果を強調した[6]。統合効果として、2017年3月末の大阪地区（大阪府、京都府、淡路島を除く兵庫県の3府県）の貸出金残高は3行合算で579億円の拡大となっており、これは他地域含む全体の伸び5％よりも高い8％超と際立っていた[6]。なお、トモニホールディングスでは「10年後、大阪地区貸出金残高1兆円」を掲げていたが、統合から3年で1,000億円の上積みを目指す中、その6割近くを1年で達成したことになる[6]。
3. ↑  これによりこれまで当行では約40本しかなかった投資信託のラインナップを、髙木証券の取り扱う約1,800本にまで拡大することとなった[8]。
4. ↑  当行では今後5年間で100億円の投信販売を目指すとしているほか、頭取の吉田雅昭は「今まで以上に適切な顧客ニーズを満たせるようになる」と産経新聞に対してコメントしている[8]。
5. ↑  また、3月5日からは髙木証券が展開する投資信託販売専門の「投信の窓口」のサービスを当行の本店と京都支店でも開始した[7][8]。
6. ↑  今回の合併は徳島銀行と当行の2行のみの合併で香川銀行は加わらないが、これについて「一度に傘下3行が合併するのは労力がかなりかかる」ことを懸念しているとトモニホールディングス社長の遠山誠司はコメントしており今後の状況を見極めて検討するとした一方、トモニホールディングス会長の柿内愼市は「基本的に2バンク制は維持したい。香川銀行との合併計画は全くない。」とコメントしている[9][10]。
7. ↑  特にコスト改善については徳島銀行と既に同一のシステムを有していることから、事務効率化等も期待できると日本経済新聞は指摘している[9]。
8. ↑  この他、徳島銀行頭取の吉岡宏美やトモニホールディングス会長の柿内慎市は「徳島県と大阪府は昔からヒト・モノ・カネの往来が多い結びつきがある」ことからビジネスマッチングやM&Aなどの仲介等で顧客にメリットがあるとしたほか、徳島商工会議所会頭の中村太一も「人口減に伴って県外への進出を考える企業が増えている。両行の営業エリアが合わさることは徳島の経済界にとってプラス。」と評価している[9][11]。
9. ↑  また岩手日報によれば関西エリアでは、近畿大阪銀行、関西アーバン銀行及びみなと銀行の経営統合が予定されており、これに対抗する狙いもあるのという[12]。
10. ↑  2020年6月現在、大正銀行を除く、これらの後継店舗は、ほとんどが関西みらいフィナンシャルグループ傘下の銀行に、それ以外の店舗も、兄弟会社のりそな銀行になっている。